# جيمس دبليو. أوينز
جيمس دبليو. أوينز (بالإنجليزية: James W. Owens)‏ هو محامي وسياسي أمريكي، ولد في 24 أكتوبر 1837 في مقاطعة فرانكلين في الولايات المتحدة، وتوفي في 30 مارس 1900 في نيوارك في الولايات المتحدة. حزبياً، نشط في الحزب الديمقراطي. وقد انتخب عضو مجلس النواب الأمريكي.